# Xian de Fuhai
Cette page contient des caractères spéciaux ou non latins. S’ils s’affichent mal (▯, ?, etc.), consultez la page d’aide Unicode.
Le xian de Fuhai (福海 ; pinyin : Fúhǎi Xiàn ; ouïghour : بۇرۇلتوقاي ناھىيىسى / Burultokay Nahiyisi) est un district administratif de la région autonome du Xinjiang en Chine. Il est placé sous la juridiction de la préfecture d'Altay.

Il est arrosé par la rivière Horongu (Ulungur he) qui se jette dans le lac du même nom.

## Démographie
La population du district était de 63 797 habitants en 1999.